# インフォリチウムシステム
インフォリチウムシステム(InfoLITHIUM)は、リチウムイオン二次電池のバッテリー残量を計測するシステム。
1996年にソニーが開発し、自社の製品（サイバーショット、VAIO、ハンディカム）で使われている。
このシステムを利用することによってバッテリーの残量を分単位で知ることができる。インフォリチウムシステムに対応した専用のバッテリーをインフォリチウムバッテリーという。インフォリチウムバッテリーには電流や電圧を測って残量を検知するセンサー、本体と通信するための専用端子がついている。センサーが本体に送信し、充電中に測ったデータと比較して、残り時間を計算することによって実現している。
また、バッテリーに充放電履歴を記憶することができるため、性能が低下すると報告することが可能である。